# (6233) Kimura
(6233) Kimura ist ein Asteroid des Hauptgürtels, der am 8. Februar 1986 von den japanischen Astronomen Shigeru Inoda und Takeshi Urata an der Sternwarte in Nasukarasuyama (IAU-Code 889) in der Präfektur Tochigi entdeckt wurde.
Der Asteroid gehört zur Dora-Familie, einer Gruppe von Asteroiden, die nach (668) Dora benannt ist.
Der Himmelskörper wurde nach dem japanischen Astronomen und Geodäten Kimura Hisashi (1870–1943) benannt, der 1902 eine von der Polbewegung unabhängige jährliche Polhöhenvariation nachwies und einen z-Glied genannten Term zur Beschreibung der Polbewegung einführte, das ebenfalls Kimura-Glied genannt wird. 1937 gehörte er zu den ersten Trägern des japanischen Kulturordens.